# Nile (Washington)
Nile ist ein Census-designated place im Yakima County im US-Bundesstaat Washington, etwa 20 Meilen (32 km) südwestlich von Ellensburg im Nile Valley in Nachbarschaft zum Naches River. Es liegt nahe der Mündung des Rattlesnake Creek in 611 Metern Höhe.
Die Gemeinde wurde Mitte der 1890er Jahre von den Familien von James Beck, William Markle und Henry Sedge gegründet, welche die Stadt und das kleine Tal in Gedanken an das Niltal in Ägypten nach der Fruchtbarkeit des Gebietes benannt haben könnten. Nach der Historikerin Gretta Gossett „there is yet an alluvial plain along the river near Nile Creek which is often flooded in the spring and left with a layer of silt perhaps giving rise to the name for the Nile in Egypt“ (dt. etwa „gibt es eine alluviale Ebene am Nile Creek, die im Frühjahr oft überschwemmt wird und eine Lage Schlamm zurücklässt, so dass sie an den Nil in Ägypten erinnert“).